# Warum es hunderttausend Sterne gibt
Chansons représentant l'Autriche au Concours Eurovision de la chanson
Merci, Chérie
(1966) Tausend Fenster
(1968)
Warum es hunderttausend Sterne gibt (en français, Pourquoi il y a cent mille étoiles) est la chanson représentant l'Autriche au Concours Eurovision de la chanson 1967. Elle est interprétée par Peter Horton.
La chanson est la troisième de la soirée, suivant L'amour est bleu interprétée par Vicky pour le Luxembourg et précédant Il doit faire beau là-bas interprétée par Noëlle Cordier pour la France.
À la fin des votes, Warum es hunderttausend Sterne gibt obtient deux points et prend la quatorzième place sur dix-sept participants.

## Source de la traduction
- (en) Cet article est partiellement ou en totalité issu de l’article de Wikipédia en anglais intitulé « Warum es hunderttausend Sterne gibt » (voir la liste des auteurs).